# Die nackte Bovary
Die nackte Bovary ist ein deutsch-italienisches Gesellschaftsdrama nach dem Roman Madame Bovary von Gustave Flaubert aus dem Jahre 1969. Die Titelrolle spielt der Erotikfilmstar der 1970er Jahre Edwige Fenech.

## Handlung
Emma Bovary ist eine junge Frau, die einen sehr viel älteren Mann, den Landarzt Charles Bovary, geheiratet hat. In dieser Ehe findet sie jedoch keine Erfüllung. Ihr Mann ist rund um die Uhr mit seinen Patienten beschäftigt und hat kaum Zeit für seine hübsche Gattin und beider kleine Tochter. Emma fühlt sich immer mehr vernachlässigt. Dabei hat sie einst so viel vom Leben erwartet. All ihre Träume, Hoffnungen und Sehnsüchte liefen darauf hinaus, ein Leben voller Aufregungen und Erfüllung zu verbringen. Um wenigstens etwas Abwechslung zu bekommen, bittet sie ihren Mann, mit ihr auf einen Ball zu gehen. Tatsächlich blüht Emma dort ein wenig auf und wird sogleich von einem dort anwesenden Mann begehrt. Umso mehr drängt Emma Charles, endlich die schlichte Gegend mit der armseligen Arztpraxis, mit der er obendrein viel zu wenig verdient, zu verlassen, damit beide nach Paris gehen können. Dann wird Charles eines Tages endlich eine Arztstelle im nahe Paris gelegenen Joinville angeboten.
Emma beginnt jetzt ein Leben zu führen, das mit Charles’ Gehalt nicht mehr zu finanzieren ist. Bald schuldet sie dem Modesalonbesitzer Adolphe Lheureus, der ihr mehrere Kredite gewährt, eine beträchtliche Geldsumme. Eines Tages lernt Emma bei einem Notfall in Charles Behandlungszimmer den blonden Gutsbesitzer Rudolf Boulanger kennen. Bei beiden ist es Liebe und Leidenschaft auf den ersten Blick: Rudolf ist alles, was Charles nicht ist: weltgewandt und attraktiv, eine männliche und kraftstrotzende Erscheinung vom Scheitel bis zur Sohle. Emma will ihrem Mann zwar treu bleiben, doch Rudolf wirbt um sie, und bald ist es um die schwarzhaarige Schönheit geschehen. Bei einem Besuch auf dessen Gutshof geraten Emma und Rudolf in ein Unwetter. Sie werden durchnässt und finden Unterschlupf in einem Stall. Schließlich gibt Emma ihren Widerstand auf, beide fallen übereinander her und schlafen miteinander. Doch diese von großer Leidenschaft getragene Affäre steht unter einem schlechten Stern. 
Adolphe, bei dem Emma mittlerweile mit 7000 Francs verschuldet ist, setzt die junge Frau nunmehr unter Druck. Emma unterschreibt einen Schuldschein. Als ihr Mann in der folgenden Nacht wieder zu einem Notfall reitet, kann Emma gar nicht schnell genug dem Heim entfliehen, um in Rudolfs Armen zu landen. Wieder verbringen beide eine Liebesnacht auf Rudolfs Gut. Als sie am frühen Morgen von Rudolfs Bett zurück ins heimatliche Haus läuft, wird sie dabei von Adolphe beobachtet. Der setzt ihr nun die Daumenschrauben an. Wohl wissend, dass Emma ihren Mann betrügt, fordert er das ihm geschuldete Geld zurück, das sie nicht hat. Stattdessen würde er sich aber auch mit sexuellen Gefälligkeiten bezahlen lassen. Diese Aufdringlichkeit weist Emma entschieden zurück und schlägt Adolphe ins Gesicht. Emma und Rudolf beschließen, miteinander durchzubrennen und wollen sich in Paris treffen. Emma will jedoch Rudolfs Drängen nicht sofort nachgeben und ihrem Mann zuerst beichten, dass sie sich von ihm trennen wird. Kaum wieder daheim erhält Emma von Rudolf einen Brief, in dem er schreibt, dass sich beide nicht mehr sehen können. Offensichtlich hat er es sich anders überlegt. Emma ist am Boden zerstört.
Monate später. Nur schwer hat sich Emma mit Rudolfs ruhmlosen Abgang abgefunden. Emma und ihr Ehemann scheinen sich in ihrer Ehe arrangiert zu haben. Er arbeitet, und sie gibt sich jungen Liebhabern wie Leon hin, der sie schon seit geraumer Zeit anschwärmt. Eines Tages begegnet sie auf dem Flur eines Hotels, wo sie mit Leon geschlafen hatte, Adolphe. Dieser weiß somit, dass Emma ihrem Mann auch weiterhin Hörner aufsetzt. Emma erzählt Leon von dem Modesalonbesitzer und dass dieser sie ordentlich unter Druck setze. Nunmehr seien ihre Schulden ihm gegenüber auf 20.000 Francs angewachsen. Sie wolle ihr geerbtes Haus in Dieppe verkaufen, um Adolphe auf diese Weise endlich loszuwerden. Doch dies benötige Zeit. Emma versucht Leon dazu zu verleiten, dass er aus dem Safe seines sehr  vermögenden Onkels das dringend benötigte Geld entwendet. Leon verspricht, ihr zu helfen. Währenddessen muss Emmas Mann Charles feststellen, dass ihn seine Frau belügt. Per Zufall hat er erfahren, dass sie nicht im Städtchen Verdillon bei Madame Volaire war, wo sie angeblich regelmäßig Klavierunterricht genommen habe. Charles befürchtet zu Recht, dass seine Frau ihn mit jemand anderem betrügt. 
Emma gerät in immer größere Schwierigkeiten. Lheureus erklärt ihr, dass er ihre Schuldscheine entgegen seinem einstigen Versprechen weiterverkauft habe, da sie ihm sexuell nicht gefällig sein wollte. Zutiefst verzweifelt verlässt Emma die für sie völlig unbefriedigend verlaufende Unterhaltung mit dem ihr widerwärtig gewordenen Mann. In ihrer größten Verzweiflung geht sie zu Rudolf, doch die von ihr augenblicklich benötigten 8000 Francs kann er nicht sofort aufbringen. Enttäuscht geht Emma wieder. Nun bleibt ihr nichts anderes mehr übrig, als zu Lheureus zu gehen und sich ihm sexuell auszuliefern, in der Hoffnung, dass er dafür die weitergereichten Schuldscheine zurückkauft und vernichtet. Alphonse Lheureus lässt sich auf diesen Handel ein, und Emma gibt sich ihm voller Selbstekel hin. Danach fühlt sie sich derart beschmutzt, dass sie sich das Leben nehmen will. Im letzten Moment erkennt Emma Bovary aber, dass ihre eigentliche Erlösung darin liegt, ihr Leben weiterzuleben und zu ändern.

## Produktionsnotizen
Der von dem Schauspieler Roger Fritz in deutsch-italienischer Zusammenarbeit produzierte und in Italien gedrehte Streifen wurde am 11. September 1969 von der FSK nur für Erwachsene zugelassen. Die Uraufführung fand am 10. Oktober 1969 statt, die italienische Erstaufführung am 1. Dezember 1969.
Dies war die letzte Regiearbeit des beim Dreh 67-jährigen Hans Schott-Schöbinger, der für den internationalen Verleih das vermarktungsfähigere Pseudonym John Scott wählte. Harald A. Hoeller war Herstellungsleiter, die Filmbauten entwarf Nino Borghi.

## Kritik
„Mißlungene Romanverfilmung: In völliger Verfremdung der literarischen Vorlage entstand eine auf Sex getrimmte Ehebruchsstory.“

„Die Geschichte der Flaubert-Figur Madame Bovary ist Vorwand, innerhalb eines dilettantisch-grobgestrickten Filmes den laut Reklame ‚teuersten Busen Europas‘ der Edwige Fenech vorzuführen. Unnötig.“